# Democracia
|  | No s'ha de confondre amb democràcia. |

Democracia és un dels 25 municipis que formen part de l'Estat Falcón, Veneçuela. La seva capital és la població de Pedregal. Té una superfície de 2.602 km² i per al 2011 la seva població era de 11.526 habitants. Aquest municipi està conformat per 5 parròquies: Agua Clara, Avaria, Pedregal, Piedra Grande i Purureche.
Democràcia és a l'oest de l'Estat Falcón, dominat per un paisatge muntanyós, al sud es troba la serralada de Buena Vista amb elevacions d'uns 500 metres, des d'on neixen nombrosos cursos d'aigües entre ells el riu Pedregal, que serveixen per alimentar l'embassament Pedregal construït el 1978 amb l'objectiu d'irrigar i proveir d'aigua la regió occidental de Falcón. A la zona central i nord les elevacions varien entre els 100 i els 250 metres d'alçada. A la zona oest es troba Cerro Dorado que fa que l'àrea sigui muntanyosa assolint més de 500 metres d'alçada.

## Alcaldes
| Període     | Alcalde         | Partit polític / Aliança | % de vots | Notes |
| ----------- | --------------- | ------------------------ | --------- | --- |
| 1989 - 1992 | Henry Delmoral  | COPEI                    | 50,31     | Primer alcalde sota eleccions directes |
| 1992-1995 _ | Henry Delmoral  | COPEI                    | 57,25     | Reelegit |
| 1995-2000   | Radames López   | AD                       | -         | Segon alcalde sota eleccions directes (es van celebrar eleccions generals avançades el 2000 a causa de l'aprovació de la Constitució de 1999) |
| 2000-2004   | Radames López   | AD                       | 53,70     | Reelegit |
| 2004 - 2008 | Radames López   | AD                       | 59,80     | Reelegit |
| 2008 - 2013 | Gregoria Crespo | PSUV                     | 56,61     | Tercera alcalde sota eleccions directes (es posterguen 1 any les eleccions municipals pautades per a finals del 2012)                         |
| 2013 - 2017 | Gregoria Crespo | PSUV                     | 62,38     | Reelecta |
| 2017 - 2021 | Gregoria Crespo | PSUV                     | 66,69     | Reelecta |
| 2021 - 2025 | Pedro Fernández | MUD                      | 62,76     | Quart alcalde sota eleccions directes |

## Consell municipal
Període 1989-1992
| Regidors:                   | Partit polític / aliança |
| --------------------------- | ------------------------ |
| Aracelis Marín de Camacaro  | AD                       |
| Shellys Penya de Montilla   | AD                       |
| Douglas Arias Calles        | AD                       |
| Teolinda Rodríguez de Bonia | AD                       |
| Carlos Díaz                 | COPEI                    |
| Edgar Polanco               | COPEI                    |
| Arquimedez Riera            | COPEI                    |

Període 1992-1995
| Regidors:             | Partit polític / aliança |
| --------------------- | ------------------------ |
| Nicolas Reyes         | COPEI                    |
| Edgar Polanco         | COPEI                    |
| Ruben Crespo          | COPEI                    |
| Antenol Maldonado     | COPEI                    |
| Luis García           | AD                       |
| José Nicolás Partidas | AD                       |
| Elias Castillo        | AD                       |

Període 1995-2000
| Regidors:              | Partit polític / aliança |
| ---------------------- | ------------------------ |
| Ciro Navarro La Concha | AD                       |
| Simon Primera          | AD                       |
| Nicolas Rodríguez      | AD                       |
| Agustin Chirins        | COPEI                    |
| Felix Gavert Sira      | COPEI                    |

Període 2013 - 2018
| Regidors:       | Partit polític / aliança |
| --------------- | ------------------------ |
| Teresa Romero   | PSUV                     |
| Servía González | PSUV                     |
| Jairo Gutiérrez | PSUV                     |
| Robert Crespo   | PSUV                     |
| Melania Álvarez | MUD                      |

Període 2018 - 2021
| Regidors:         | Partit polític / aliança |
| ----------------- | ------------------------ |
| Gregoria González | PSUV                     |
| Dervis González   | PSUV                     |
| Wilcem Gutiérrez  | PSUV                     |
| Robert Crespo     | PSUV                     |
| Luz Maria Gomez   | PSUV                     |

Període 2021 - 2025
| Regidors:        | Partit polític / aliança |
| ---------------- | ------------------------ |
| Juan Leal        | MUD                      |
| Margot Camacho   | MUD                      |
| Leymnerys Jordán | MUD                      |
| Ydermo Prieto    | MUD                      |
| Luz Maria Gomez  | PSUV                     |